# Chachoengsao (Provinz)
Chachoengsao (Thai: ฉะเชิงเทรา, Aussprache: [t͡ɕʰàʔ t͡ɕʰɤːŋ saw]) ist eine Provinz (Changwat) im Osten Thailands. Sie wird manchmal auch zu Zentralthailand gezählt.

## Lage
Die Provinz Chachoengsao liegt etwas östlich von Bangkok. Der Mae Nam Bang Pakong (Bang-Pakong-Fluss) durchfließt den westlichen Teil der Provinz und mündet in den Golf von Thailand, an dem die Provinz einen kurzen Küstenabschnitt bildet.
Der Osten der Provinz wird von einer eher hügeligen Landschaft geprägt, deren mittlere Höhe etwa 100 Meter über dem Meeresspiegel beträgt.
| Angrenzende Provinzen: | Angrenzende Provinzen:                 |
| ---------------------- | -------------------------------------- |
| Norden                 | Prachin Buri und Nakhon Nayok          |
| Osten                  | Sa Kaeo                                |
| Süden                  | Chanthaburi und Chon Buri              |
| Westen                 | Samut Prakan, Bangkok und Pathum Thani |

### Wichtige Flüsse
- Mae Nam Bang Pakong

### Klima
Das Klima ist tropisch-monsunal. Im Jahr 2009 gab es 124 Regentage mit einer Niederschlagsmenge von 1177,3 mm. Im selben Jahr betrug die Höchsttemperatur 36,4 °C, der Tiefstwert lag bei 15,8 °C.

## Wirtschaft und Bedeutung

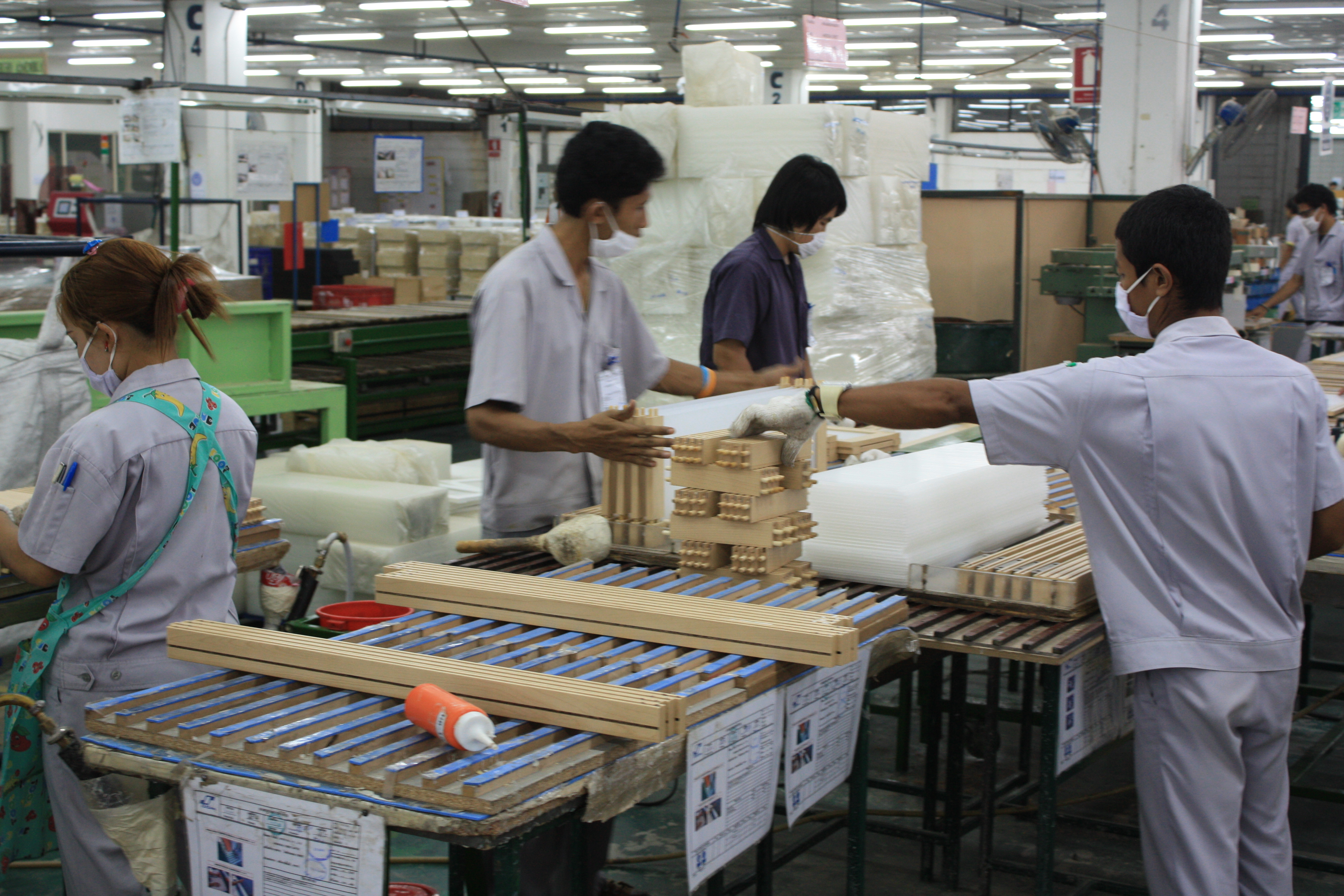
Arbeit in einer Möbelfabrik in der Provinz Chachoengsao

Im Jahr 2011 betrug das „Gross Provincial Product“ (Bruttoinlandsprodukt) der Provinz 246,591 Milliarden Baht. Der Mindestlohn wurde auf 193 Baht festgesetzt.

### Daten
Die unten stehende Tabelle zeigt den Anteil der Wirtschaftszweige am Gross Provincial Product in Prozent.
| Wirtschaftszweig | 2006 | 2007 | 2008 |
| ---------------- | ---- | ---- | ---- |
| Landwirtschaft   | 4,8  | 4,6  | 5,4  |
| Industrie        | 74,4 | 76,1 | 75,7 |
| Andere           | 20,8 | 19,3 | 18,9 |

Die mit großem Abstand am stärksten zur Wirtschaftsleistung der Provinz beitragende Branche war im Jahr 2011 das verarbeitende Gewerbe mit 164,473 Mrd. Baht. Es folgten der Groß- und Einzelhandel mit 24,817 Mrd. Baht sowie die Landwirtschaft mit 17,597 Mrd. Baht.

### Landverbrauch
Von den 5183 km² Land werden 27,9 % landwirtschaftlich genutzt, 14,5 % ist Waldland und der Rest ist nicht klassifiziert (Stand: 2008).

### Produkte
Der Reisanbau war lange Zeit die wichtigste Einnahmequelle der Provinz, daneben gibt es Zuckerrüben, Soja, Garnelen und Mangos.
Die in Chachoengsao hergestellten Produkte sind unter anderem Schmuck und Gebrauchsgegenstände aus Kokosnussholz und Büffelhorn, getrocknete Bananen, Süßwaren, Wein aus Longan- und Lycheefrüchten.
Mehr und mehr siedelt sich auch Industrie an, die aus dem nahe gelegenen Bangkok abwandert.

## Verkehr

### Straßen
Der Bangkok-Chonburi Motorway und der Bang Na Expressway sowie die Thanon Sukhumvit (als „Nationalstraße 3“) führen durch die Provinz.

### Eisenbahn
Die Bahnstrecke Bangkok Hua Lamphong–Poipet und die Bahnstrecke Chachoengsao Junction–Sattahip verlaufen durch die Provinz.

### Flughafen
- Bangkok (IATA-Code BKK): Im Herbst 2006 wurde der neue Flughafen von Bangkok, der Suvarnabhumi International Airport, eröffnet, der für die Provinz sehr verkehrsgünstig gelegen ist.

## Geschichte
Chachoengsao gehörte schon früh zum Einflussbereich des Reiches von Ayutthaya. Hier ordnete der siamesische General Taksin Ende der sechziger Jahre des 18. Jahrhunderts seine Truppen, um das Reich von den Birmanen zu befreien.

## Sehenswürdigkeiten

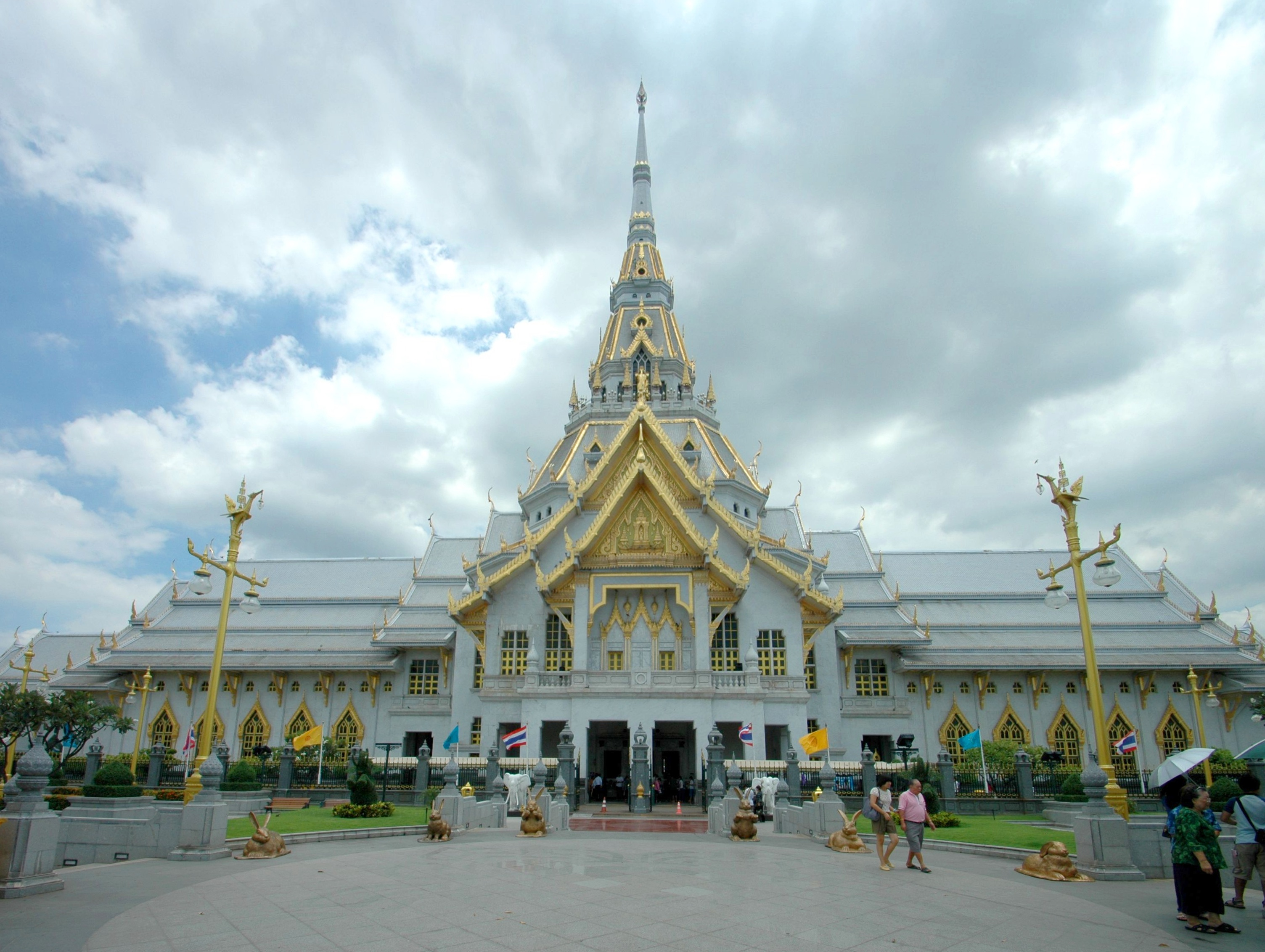
Wat Sothon Wararam Worawihan

- Wat Sothon Wararam Worawihan – buddhistische Tempelanlage (Wat) am Westufer des Mae Nam Bang Pakong, etwa zwei Kilometer südlich des Stadtzentrums von Chachoengsao. Er stammt aus der Ayutthaya-Zeit. Bemerkenswert ist der weithin sichtbare 84 Meter hohe weiße Ubosot.
- „Stadtsäule“ (Lak Mueang) der Stadt Chachoengsao – das Gebäude im Thai-Stil enthält zwei Säulen: die ältere wurde 1834 während der Regierungszeit von König Rama III. (Phra Nang Klao) errichtet, die jüngere 1895 in der Regierungszeit von König Rama V. (Chulalongkorn).
- Talat Ban Mai oder Talat Rim Nam Roi Pi (ตลาดบ้านใหม่หรือตลาดริมน้ำร้อยปี) – ein über hundert Jahre alter Markt am Mae Nam Bang Pakong. Die Lebensgemeinschaft am Fluss zeigt noch das traditionelle Leben während der Regierungszeit von König Chulalongkorn.

## Symbole
Das Siegel der Provinz zeigt die große Halle des Wat Sothon Wararam Worawihan. Hier steht die wichtigste Buddha-Statue in der Provinz, der Phra Phutthasothon, von den Einheimischen respektvoll Luang Pho Sothon genannt.
Der lokale Baum ist der Araang (Peltophorum dasyrachis). Dieses Symbol wurde der Provinz von Königin Sirikit anlässlich des 50-jährigen Thronjubiläums von König Bhumibol Adulyadej (Rama IX.) zugeordnet. Die lokale Blüte ist die des Gelben Feuerflammenbaums (Peltophorum pterocarpum).
Der Wahlspruch der Provinz Chachoengsao lautet:
„Die Stadt mit einem hochverehrten Buddha-Bildnis und gläubigen Buddhisten,
Nahe Bangkok gelegen, einfach zu erreichen für Reisende,
Das Land süßer Mangos und des weißen Reises,
Und von Kokosmilch, süß und angenehm.“

## Verwaltungseinheiten

### Provinzverwaltung
Die Provinz ist in elf Landkreise (Amphoe) eingeteilt. Die Kreise sind weiter unterteilt in 93 Gemeinden (Tambon) und 859 Dörfer (Muban).
| \| Nr. \| Amphoe \| Thai \| \| --- \| -------------------------- \| ------------------ \| \| 1 \| Amphoe Mueang Chachoengsao \| อำเภอเมืองฉะเชิงเทรา \| \| 2 \| Amphoe Bang Khla \| อำเภอบางคล้า \| \| 3 \| Amphoe Bang Nam Priao \| อำเภอบางน้ำเปรี้ยว \| \| 4 \| Amphoe Bang Pakong \| อำเภอบางปะกง \| \| 5 \| Amphoe Ban Pho \| อำเภอบ้านโพธิ์ \| \| 6 \| Amphoe Phanom Sarakham \| อำเภอพนมสารคาม \| \| 7 \| Amphoe Ratchasan \| อำเภอราชสาส์น \| \| 8 \| Amphoe Sanam Chai Khet \| อำเภอสนามชัยเขต \| \| 9 \| Amphoe Plaeng Yao \| อำเภอแปลงยาว \| \| 10 \| Amphoe Tha Takiap \| อำเภอท่าตะเกียบ \| \| 11 \| Amphoe Khlong Khuean \| อำเภอคลองเขื่อน \| |                            |                    |
| Nr. | Amphoe                     | Thai               |
| 1 | Amphoe Mueang Chachoengsao | อำเภอเมืองฉะเชิงเทรา |
| 2 | Amphoe Bang Khla           | อำเภอบางคล้า        |
| 3 | Amphoe Bang Nam Priao      | อำเภอบางน้ำเปรี้ยว    |
| 4 | Amphoe Bang Pakong         | อำเภอบางปะกง       |
| 5 | Amphoe Ban Pho             | อำเภอบ้านโพธิ์        |
| 6 | Amphoe Phanom Sarakham     | อำเภอพนมสารคาม     |
| 7 | Amphoe Ratchasan           | อำเภอราชสาส์น       |
| 8 | Amphoe Sanam Chai Khet     | อำเภอสนามชัยเขต     |
| 9 | Amphoe Plaeng Yao          | อำเภอแปลงยาว       |
| 10 | Amphoe Tha Takiap          | อำเภอท่าตะเกียบ      |
| 11 | Amphoe Khlong Khuean       | อำเภอคลองเขื่อน      |

### Lokalverwaltung
Für das ganze Gebiet der Provinz besteht eine Provinz-Verwaltungsorganisation (องค์การบริหารส่วนจังหวัด, kurz อบจ., Ongkan Borihan suan Changwat; englisch Provincial Administrative Organization, PAO).
In der Provinz gibt es eine Stadt (เทศบาลเมือง – Thesaban Mueang): Chachoengsao (เทศบาลเมืองฉะเชิงเทรา).
Daneben gibt es 25 Kleinstädte (เทศบาลตำบล – Thesaban Tambon).